# Shijak
Shijak est une des trois municipalités du district de Durrës en Albanie, à 21 km du centre de Tirana.
À la suite d'une réforme en 2015, Shijak a englobé trois municipalités, portant sa population actuelle à environ 34 500 habitants.